# Krasni (Séverskaya, Krasnodar)
Krasni (del ruso: Красный) es un jútor del raión de Séverskaya del krai de Krasnodar, en Rusia. Está situada en la orilla derecha del río Il, afluente del Sujói Aushedz, distributario del Kubán, 13 km al nordeste de Séverskaya y 37 km al sureste de Krasnodar. Tenía 179 habitantes en 2010.
Pertenece al municipio Lvóvskoye.